# Polyphyma
Polyphyma is een geslacht van wantsen uit de familie van de Scutelleridae (Pantserwantsen). Het geslacht werd voor het eerst wetenschappelijk beschreven door Jakovlev in 1877.

## Soorten
Het genus bevat de volgende soorten:

- Polyphyma koenigi Jakovlev, 1889
- Polyphyma nigriventre Horváth, 1907
- Polyphyma scrobiculatum Jakovlev, 1877